# Burg Cartatscha
Die Burg Cartatscha ist die Ruine einer Höhenburg auf dem Gemeindegebiet von Trun im Schweizer Kanton Graubünden.

## Lage
Der Turm von Cartatscha steht auf einem terrassenartig absteigenden Moränenkamm bei 1012 m ü. M. oberhalb von Trun, im Süden einer alten Häusergruppe und der Kapelle St. Valentin.

## Anlage
Erhalten hat sich ein massiver Bergfried mit einem quadratischen Grundriss von 10,5 Meter und einer Mauerstärke von circa 2,8 Metern. Die Mauern bestehen aus überdurchschnittlich grossen, sorgfältig zugehauenen Blöcken und Ecksteinen mit gutem Kantenschlag. Auf der West- und Ostseite liegt eine Schmalscharte, an der Südwand steht ein einzelner Konsolstein vor. Ein in den sichtbaren Mauern fehlender Eingang verweist auf ein weiteres steinernes Obergeschoss mit Hocheingang und den Wohnräumen schliessen, eventuell überdeckt von einem vorkragenden hölzernen Oberbau. Fehlender Schutt und die saubere horizontale Abgrenzung der Mauern lassen auf einen geplanten Abbruch schliessen.
Ehemalige dürftige Spuren einer Ringmauer im Westen sind im steilen Gelände abgerutscht. Auf längere Sicht dürfte auch der Turm selbst bedroht sein, reicht doch die Abrisskante bis unmittelbar an den Turm.

## Geschichte
Schriftliche Unterlagen über Entstehung und Geschichte der Burg fehlen, von der Bauweise wird eine Erbauungszeit im 13. Jahrhundert angenommen. Vermutlich war sie Sitz eines Ministerialen oder Amtmanns des Klosters Disentis, vielleicht der 1261 erwähnte Ministeriale Olricus de Crestazia. Wann die Burg verlassen wurde, ist nicht bekannt.

Galerie
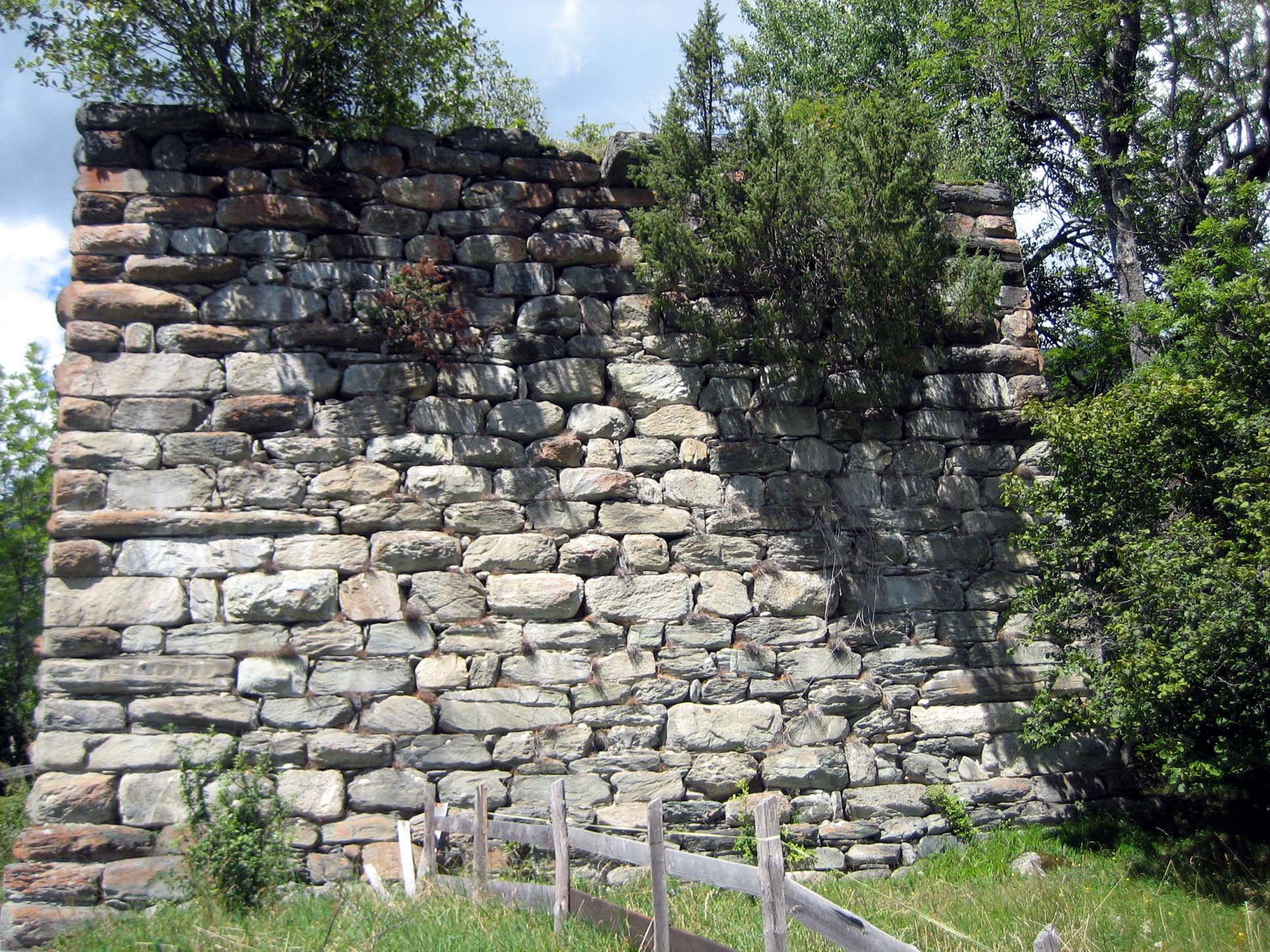
Südwand
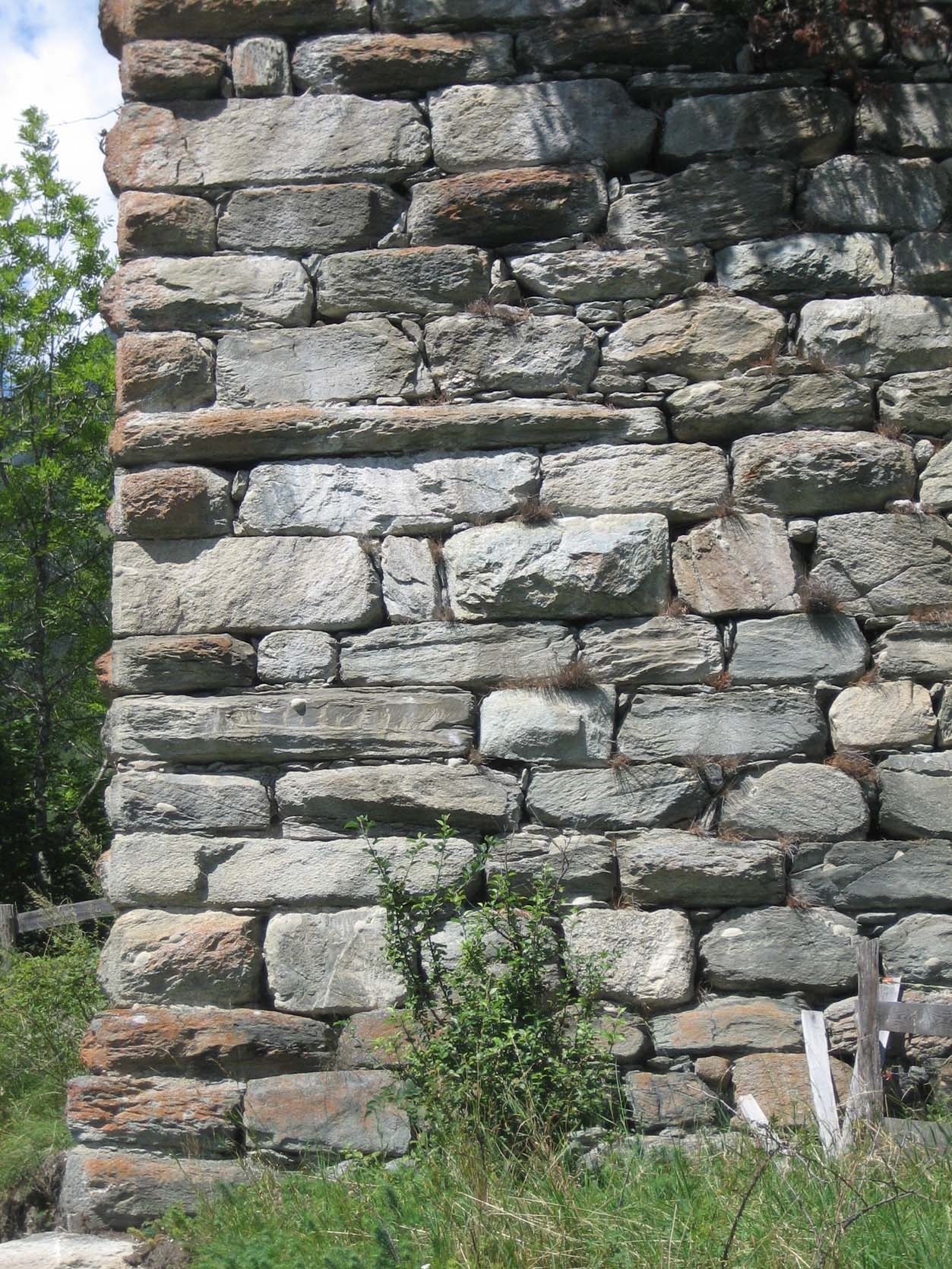
Detail der Südwand
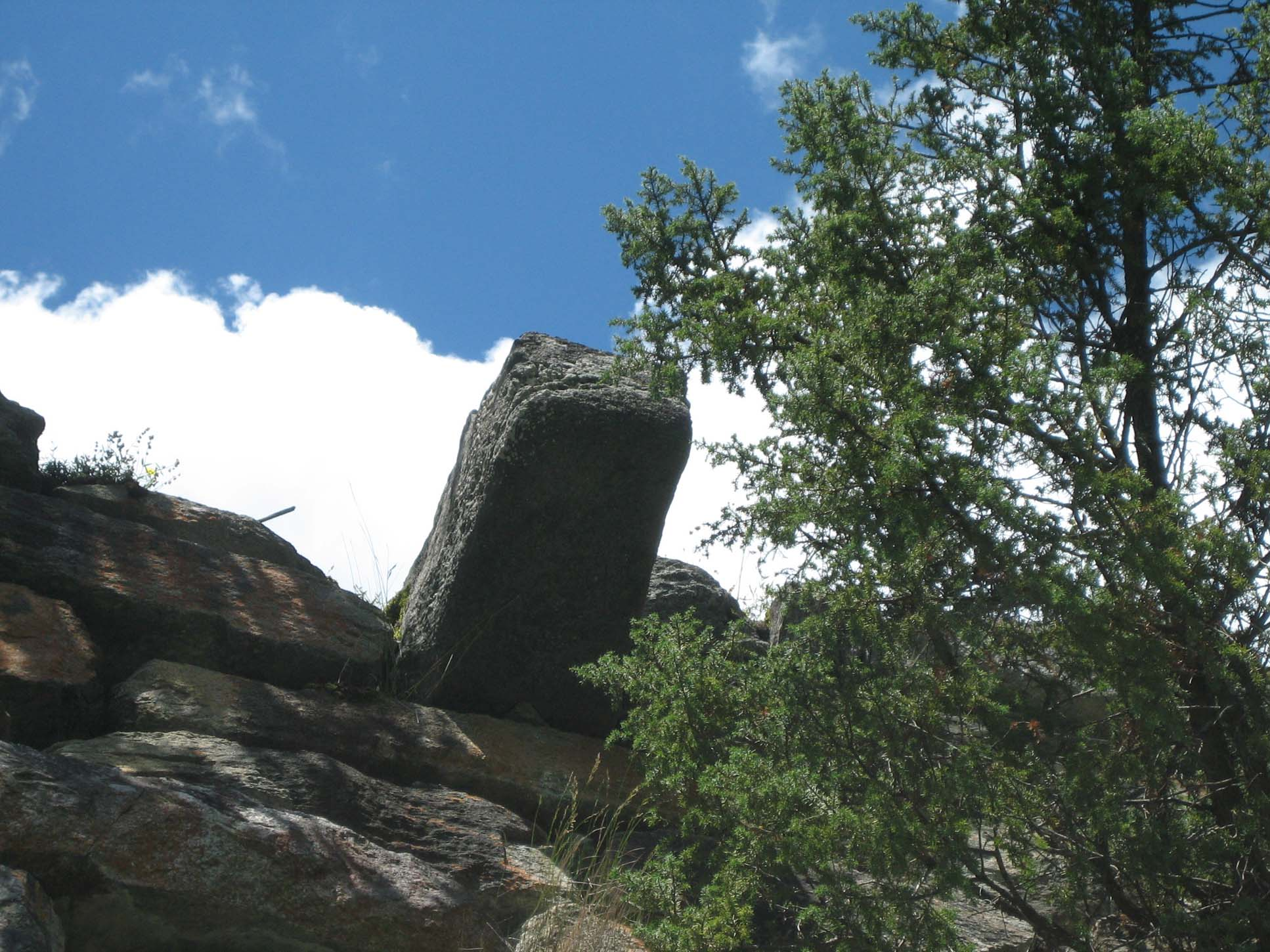
Vorstehender Konsolstein
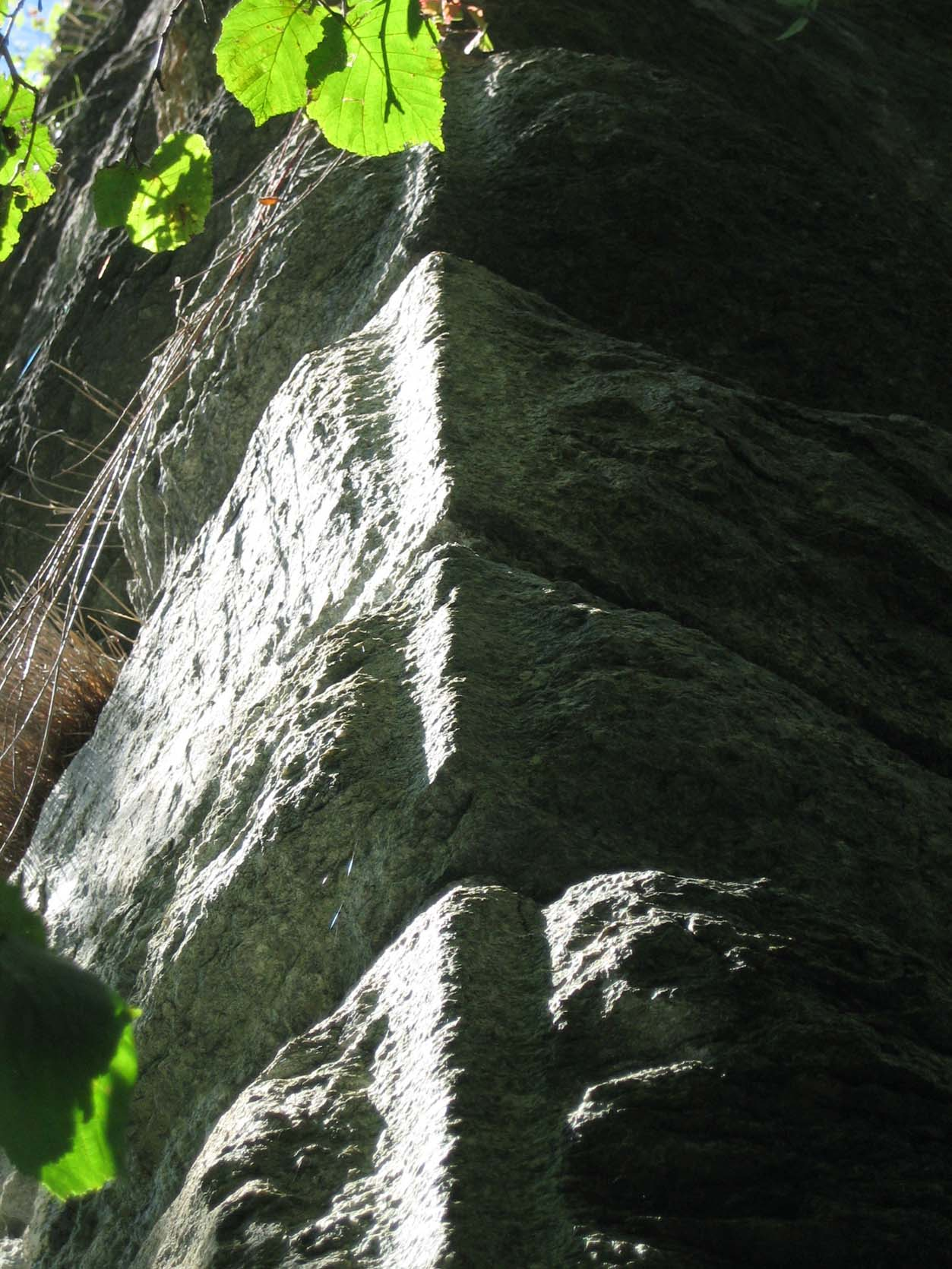
Ecksteine mit Kantenschlag